# Mirante do Paranapanema
Mirante do Paranapanema – miasto i gmina w Brazylii, w stanie São Paulo. Znajduje się w mezoregionie Presidente Prudente i mikroregionie Presidente Prudente.